# 浜千鳥 (日本酒メーカー)
株式会社浜千鳥（はまちどり）は、岩手県釜石市小川町にて日本酒、焼酎製造業を行う酒蔵である。

## 沿革
1923年（大正12年）、上閉伊郡釜石町只越（現・釜石郵便局）に「釜石酒造商会」を創業。1941年（昭和16年）上閉伊地区の酒蔵が企業合同により合併し、「上閉伊酒造・釜石工場」となる。1956年分離独立し、「株式会社釜石酒造商会」。1968年社屋及び工場を現在地に移転。2003年（平成15年）社名を「株式会社浜千鳥」と変更。

## 酒造り体験
- 釜石市に北接する大槌町で栽培する酒蔵好適米「吟ぎんが」の田植え、稲刈りや搾り、瓶詰を酒造り体験塾として開催している。製品は当社商品「ゆめほなみ」となる[1][2]。

## 鑑評会・受賞歴
- 全国酒類品評会優等賞 - 1938年
- 全国清酒品評会優等賞 - 1952年
- 全国新酒鑑評会金賞 - 1991年から複数回
- モンドセレクションゴールドメダル - 1999年（浜千鳥純米大吟醸、仙人郷純米酒）
- 全米日本酒歓評会準グランプリ - 2018年（浜千鳥大吟醸）
- インターナショナル・サケ・チャレンジ - 2018最優秀賞（浜千鳥大吟醸）[3]